# جیمز هاردی (قایقران روئینگ)
جیمز هاردی (انگلیسی: James Hardy; ۱۵ ژانویهٔ ۱۹۲۳ – ۲۰ سپتامبر ۱۹۸۶) قایقران روئینگ اهل ایالات متحده آمریکا بود.